# Кусса, Габриэль Акасиус
Габриэль Акасиус Кусса (араб. Gabriel Acacius Coussa‎; 3 августа 1897, Алеппо, Османская империя — 29 июля 1962, Рим, Италия) — сирийский куриальный кардинал и ватиканский сановник, базилианин. Титулярный архиепископ Гераполи-ин-Сирия с 26 февраля 1961 по 19 марта 1962. Секретарь Папской Комиссии по аутентичной интерпретации Кодекса канонического права с 3 марта 1946 по 19 марта 1962. Про-секретарь Священной Конгрегации по делам Восточных Церквей с 4 августа 1961 по 24 марта 1962. Секретарь Священной Конгрегации по делам Восточных Церквей с 24 марта по 29 июля 1962. Кардинал-священник с 19 марта 1962, с титулом церкви Сант-Атанасио с 22 марта 1962.